# Microserica hexaphylla
Microserica hexaphylla är en skalbaggsart som beskrevs av Moser 1916. Microserica hexaphylla ingår i släktet Microserica och familjen Melolonthidae. Inga underarter finns listade i Catalogue of Life.